# Decembrie 1999
Acest articol este generat integral pe baza informațiilor din articolul 1999 și este actualizat periodic de un robot.
 Editările făcute în articol vor fi șterse la următoarea actualizare! Dacă doriți să faceți modificări, editați articolul-sursă.

ianuarie -
februarie -
martie -
aprilie -
mai -
iunie -
iulie -
august -
septembrie -
octombrie -
noiembrie -
decembrie
Decembrie 1999 a fost a douăsprezecea lună a anului și a început într-o zi de miercuri.

## Evenimente

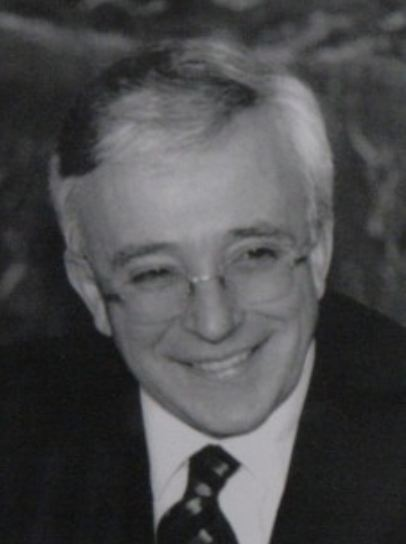
21 decembrie: Guvernul Mugur Isărescu este investit prin vot de Camerele reunite ale Parlamentului (305 pentru, 35 împotrivă).

- 3 decembrie: Naveta americană, Mars Polar, pierde contactul cu Pământul după ce ajunge în apropiere de Marte. Proiectul, în valoare de 165 milioane de dolari, este anulat.
- 13 decembrie: PNȚCD îi retrage sprijinul politic premierului Radu Vasile. Miniștrii țărăniști și liberali demisionează din Guvernul Vasile.
- 14 decembrie: Radu Vasile este revocat din funcția de prim-ministru al Guvernului. Radu Vasile declară că rămâne în continuare premier pentru că decretul prezidențial prin care a fost revocat din funcție este neconstituțional și-l va ataca la Curtea Constituțională.
- 15 decembrie: Germania acceptă să plătească 10 milioane de mărci drept compensații persoanelor care au fost supuse la muncă forțată în timpul nazismului.
- 16 decembrie: Președintele Emil Constantinescu îl desemnează pe guvernatorul BNR, Mugur Isărescu, drept candidat la funcția de prim-ministru al României.
- 20 decembrie: Începând cu această dată, Macao, care a fost timp de 442 de ani colonie portugheză, revine sub administrarea Chinei, având statut de Regiune Administrativă Specială.
- 21 decembrie: Guvernul Mugur Isărescu este investit prin vot de Camerele reunite ale Parlamentului (305 pentru, 35 împotrivă).
- 28 decembrie: PNȚCD votează excluderea din partid a lui Radu Vasile.
- 29 decembrie: Guvernul Isărescu adoptă măsuri importante de reducere a fiscalității, aplicabile de la 1 ianuarie 2000: reducerea impozitului pe profit de la 38% la 25%, o cotă unică de TVA de 19%, introducerea creditului fiscal de 10% pentru investiții, 5% impozit pe profitul realizat din export.[1]
- 31 decembrie: Președintele rus, Boris Elțîn, demisionează și va fi înlocuit de Vladimir Putin.
- 31 decembrie: Regina Elisabeta a II-a a Marii Britanii inaugurează „Millennium Dome”, la Londra.

## Decese
- 3 decembrie: Scatman John (n. John Paul Larkin), 57 ani, muzician american (n. 1942)
- 4 decembrie: Hans Gunther Aach, 80 ani, botanist german (n. 1919)
- 8 decembrie: Martin Ritt, 76 ani, regizor de film, american (n. 1914)
- 10 decembrie: Franjo Tuđman (Franjo Tudjman), 77 ani, politician croat (n. 1922)
- 20 decembrie: Valeriu Munteanu, 78 ani, lingvist și traducător român (n. 1921)
- 26 decembrie: Curtis Mayfield (Curtis Lee Mayfield), 57 ani, cântăreț american (n. 1942)
- 30 decembrie: Sarah Knauss, 119 ani, supercentenară americană (n. 1880)
- 30 decembrie: Louis Michel, 76 ani, fizician francez (n. 1923)